# Rüütli tänav (Pärnu)
La rue du chevalier (estonien : Rüütli tänav) est une rue de Pärnu en Estonie.

## Situation et accès
La rue Rüütli est une rue du quartier Kesklinn orientée d'ouest en Est et mesurant environ 915 m de long,
La rue part de la rue Õhtu tänav et se termine en croisant la rue Vanapargi tänav.

## Origine du nom
Rüütli tänav se traduit, en français, par rue du Chevalier.

## Historique
Le nom allemand historique de la rue était « Ritterstraße » (rue du chevalier). 
Lors de la vague de patriotisme national des années 1930, il y avait un problème avec le nom, et en 1936 la rue fut rebaptisée « Kalevi tänav ». 

En 1940, la rue s'appelait la « rue Viktor Kingissepp », mais pendant l'occupation allemande, elle a été rebaptisée Kalevi tänav.
 
En 1989, le nom original de « Rüütli tänav » a été restauré,.

## Bâtiments remarquables et lieux de mémoire

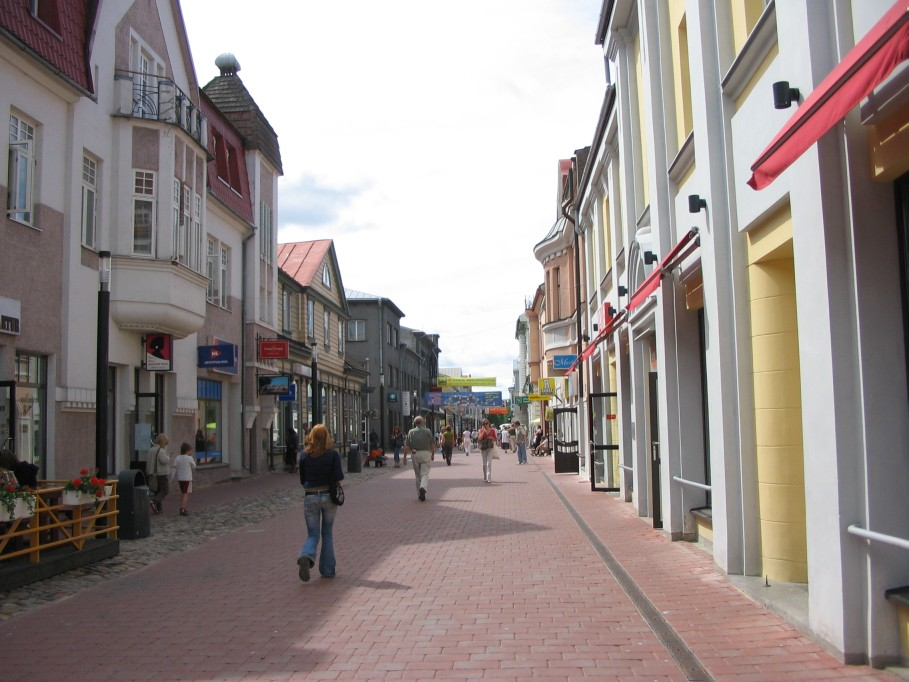
Rüütli tänav.
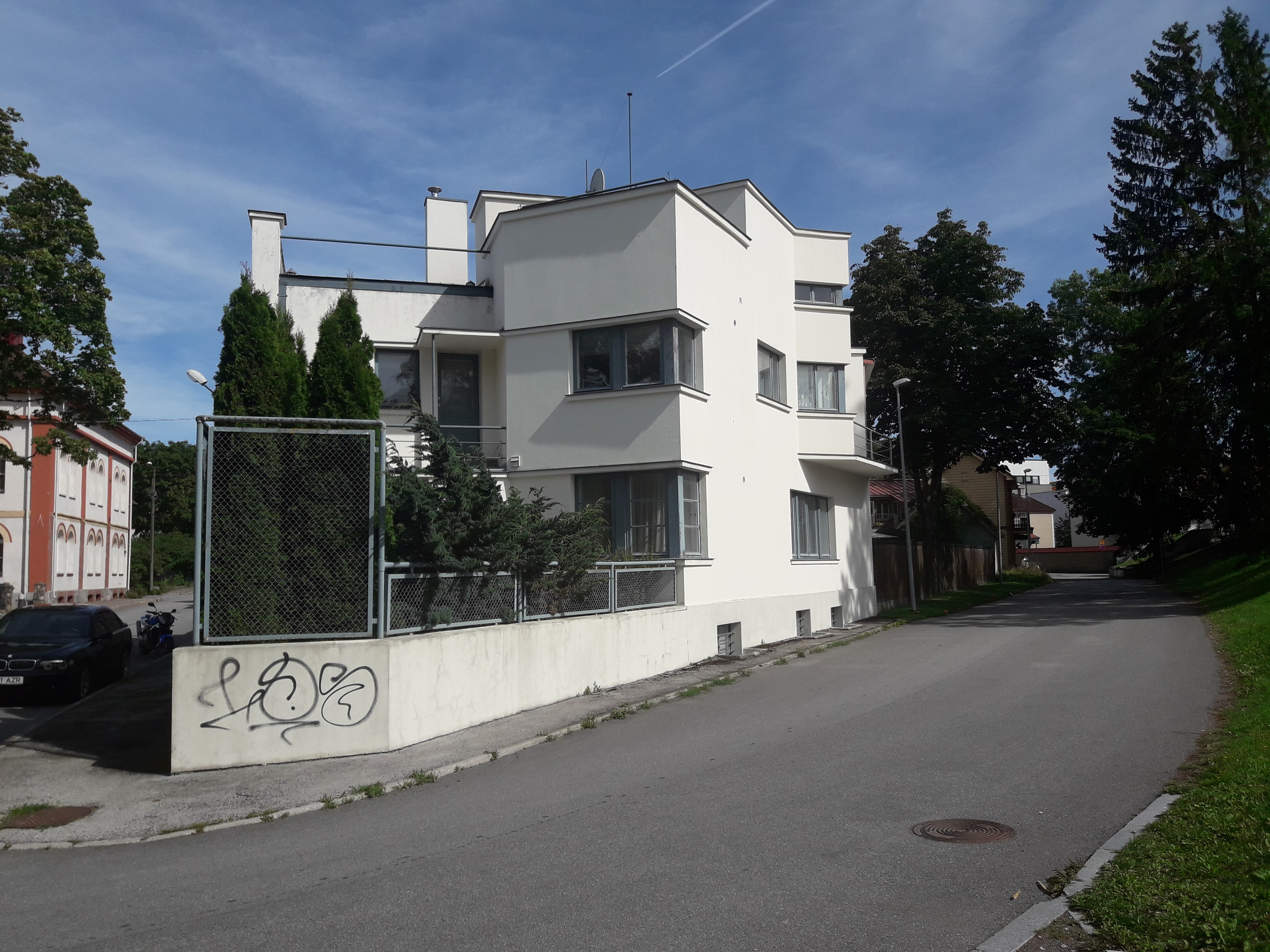
Rüütli 1a.
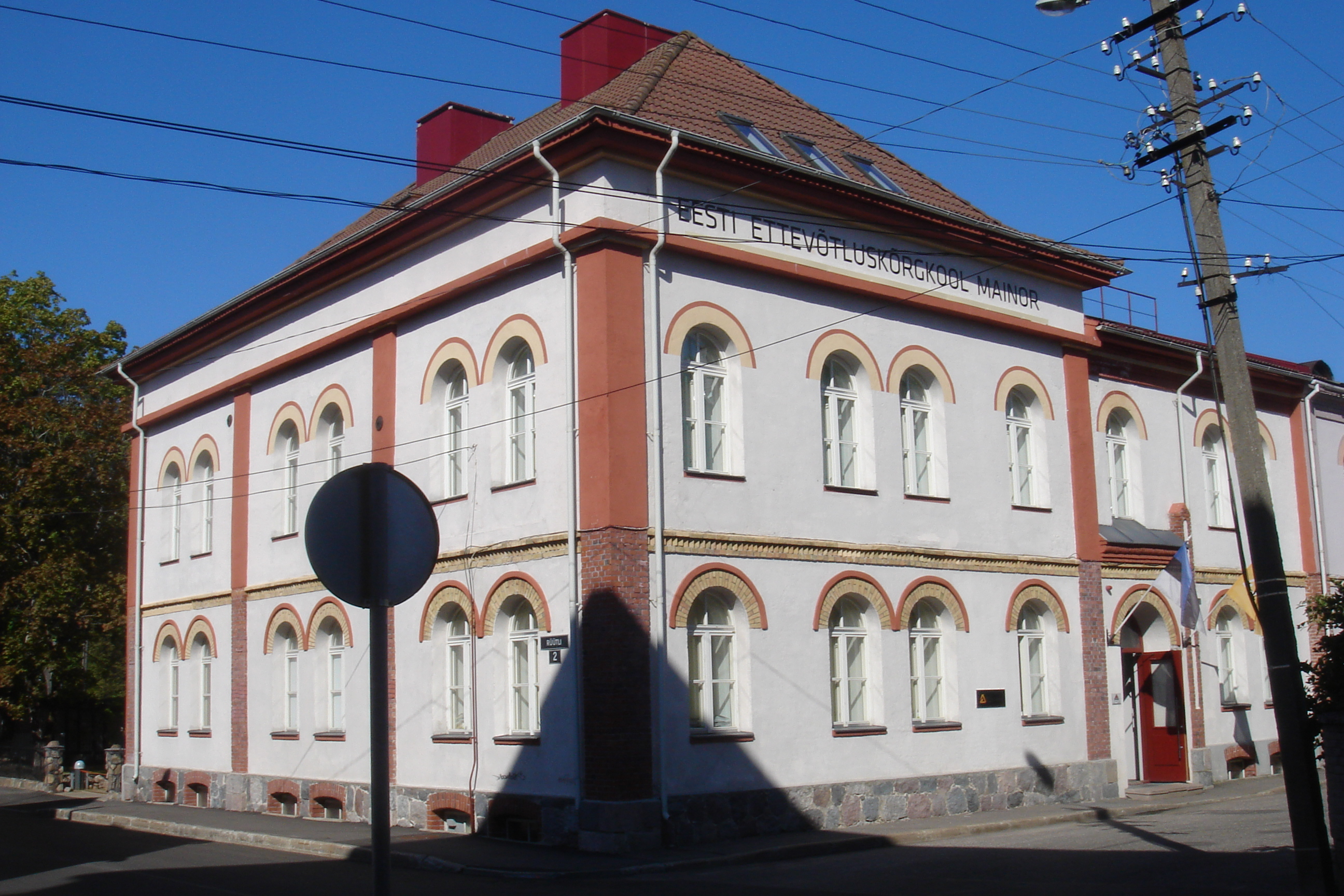
Rüütli 2
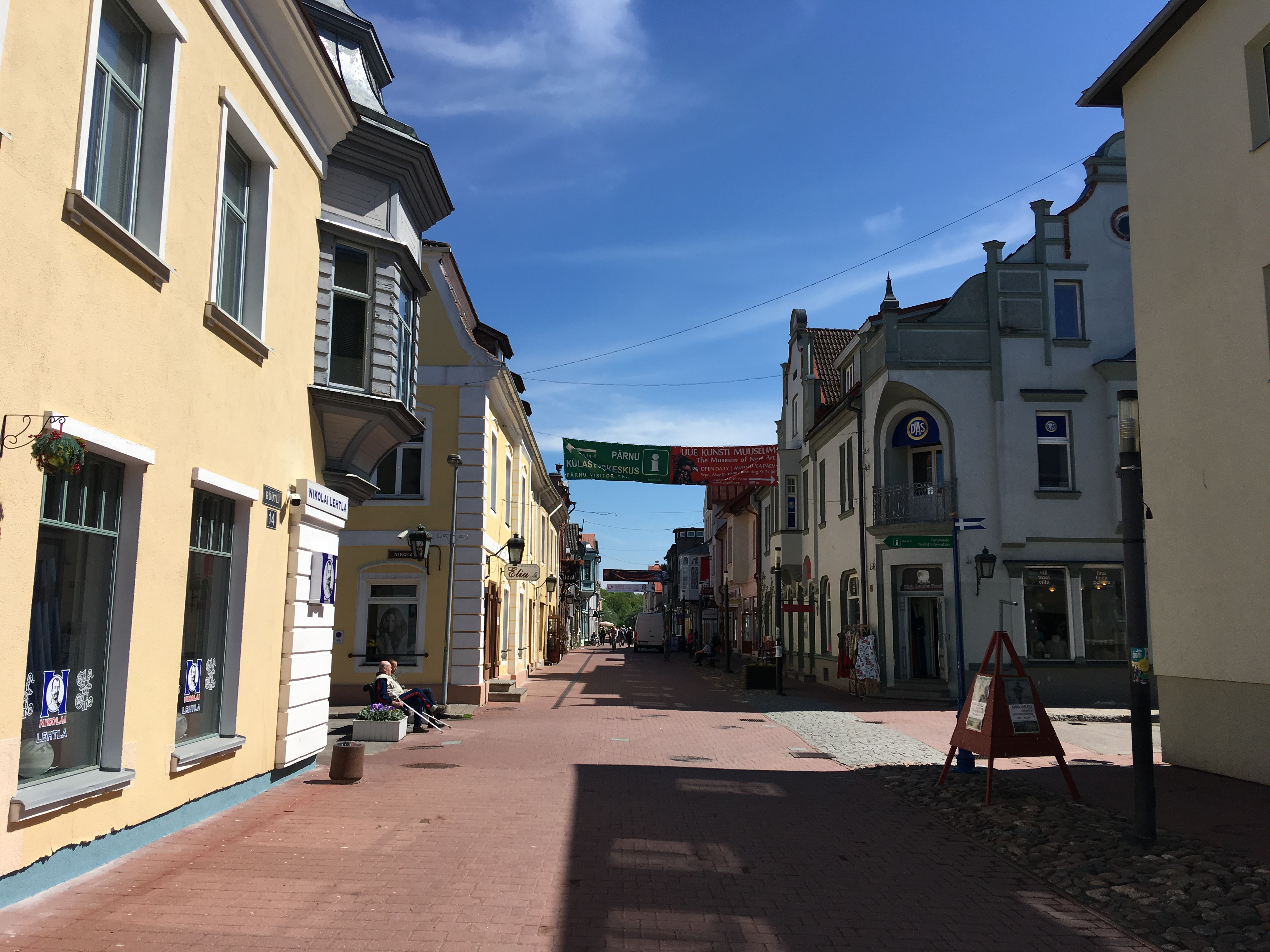
Rüütli 14, 16 ja 27
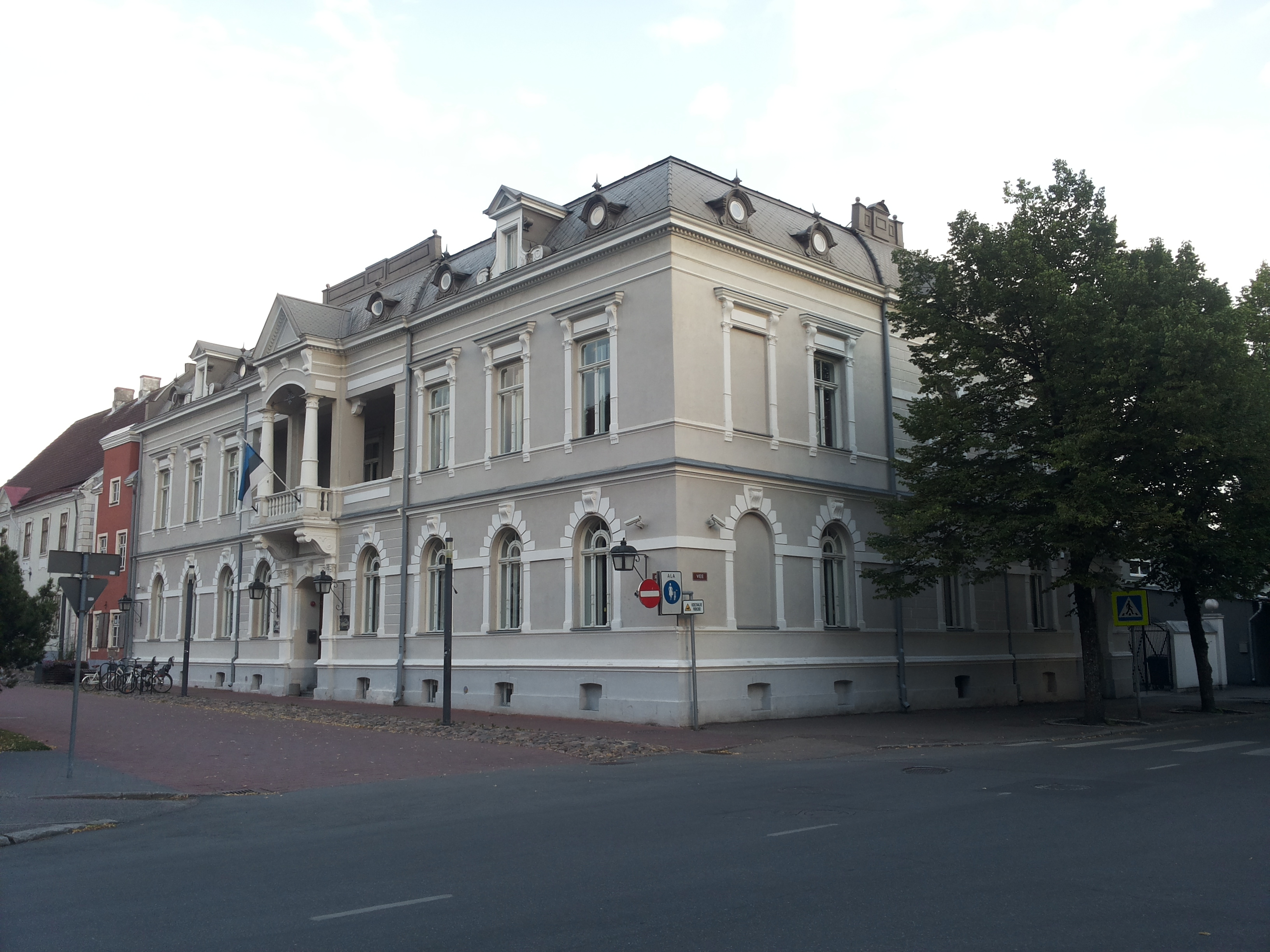
Rüütli 19.
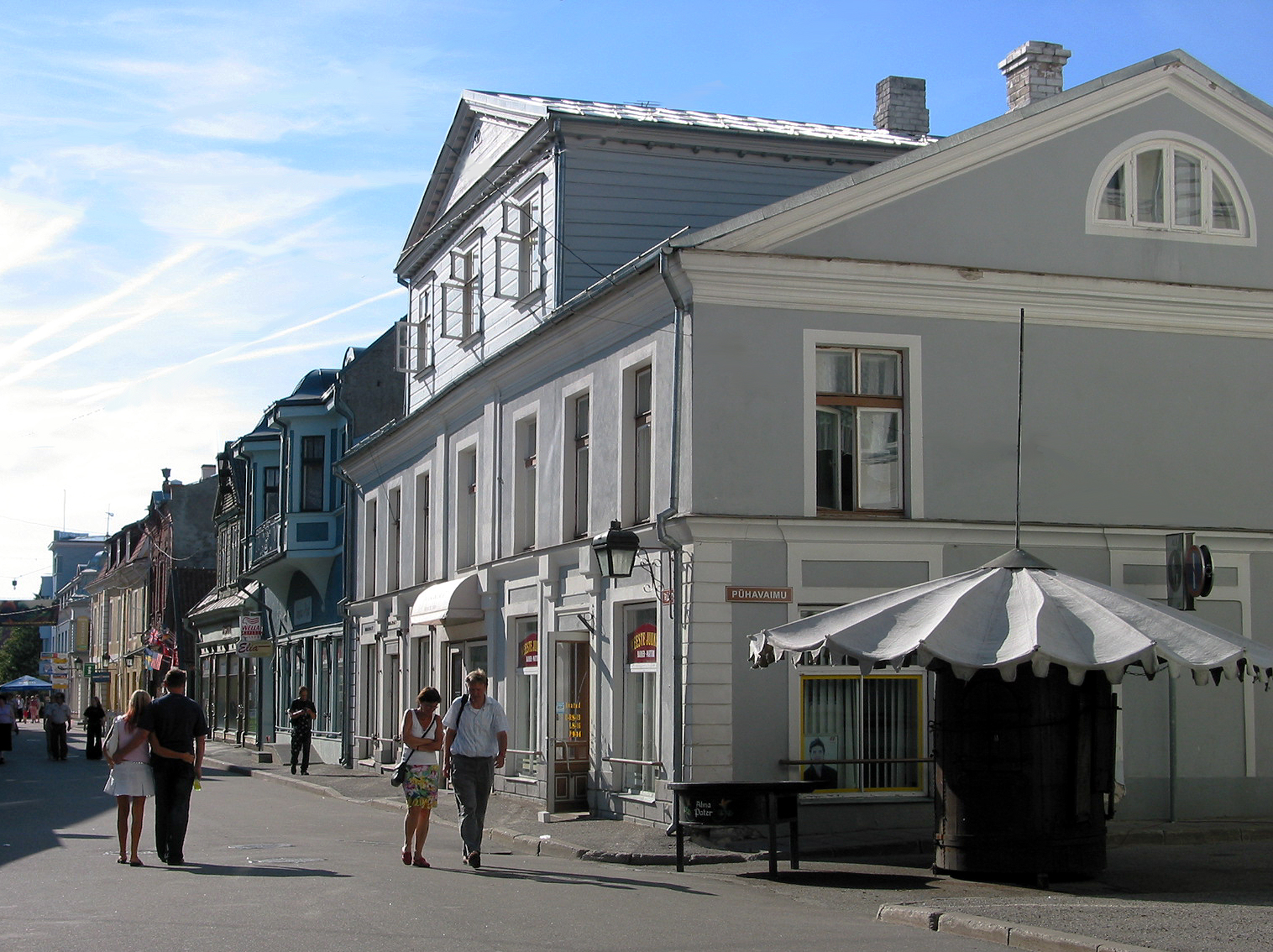
Rüütli 26
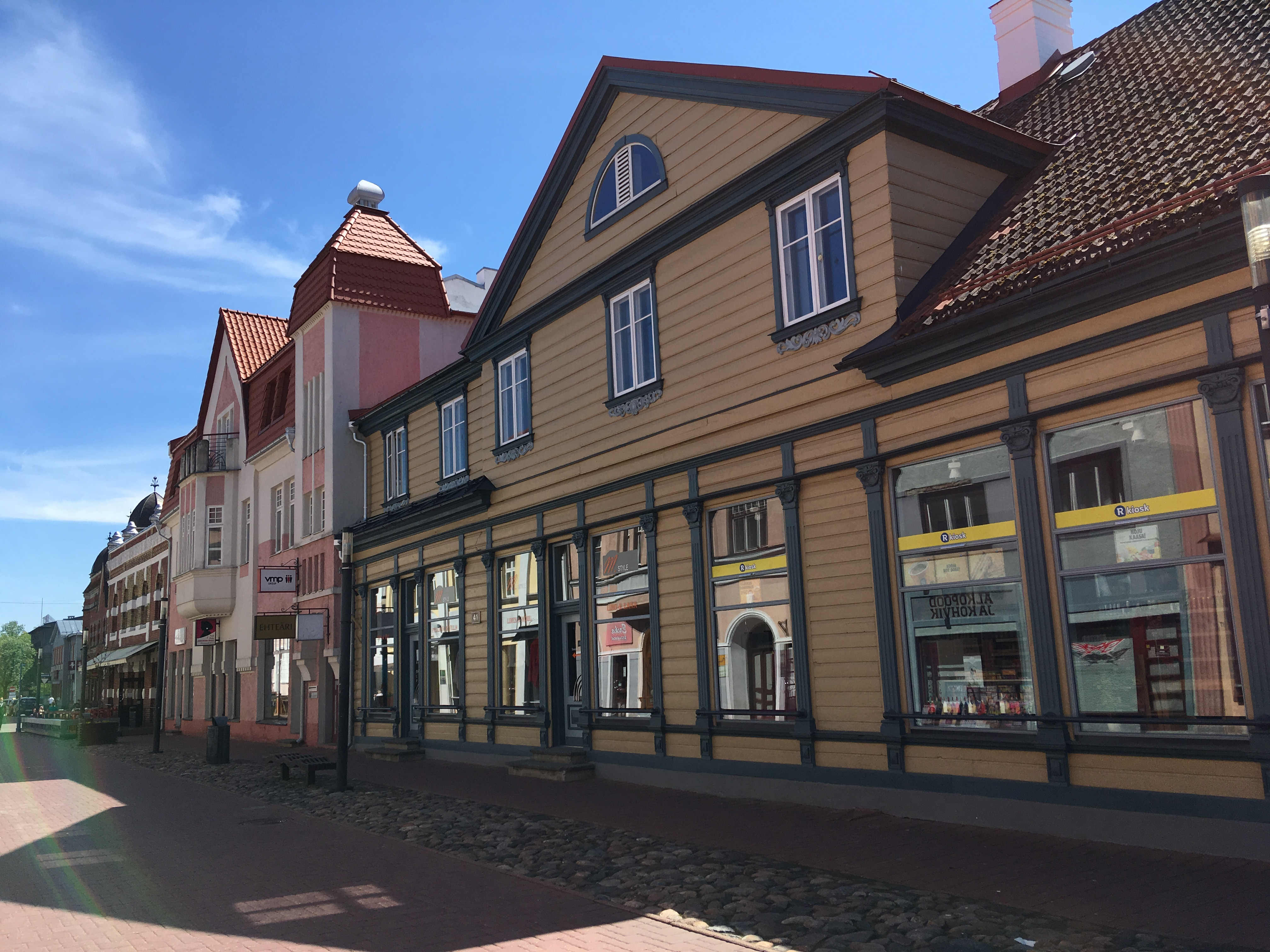
Rüütli 41
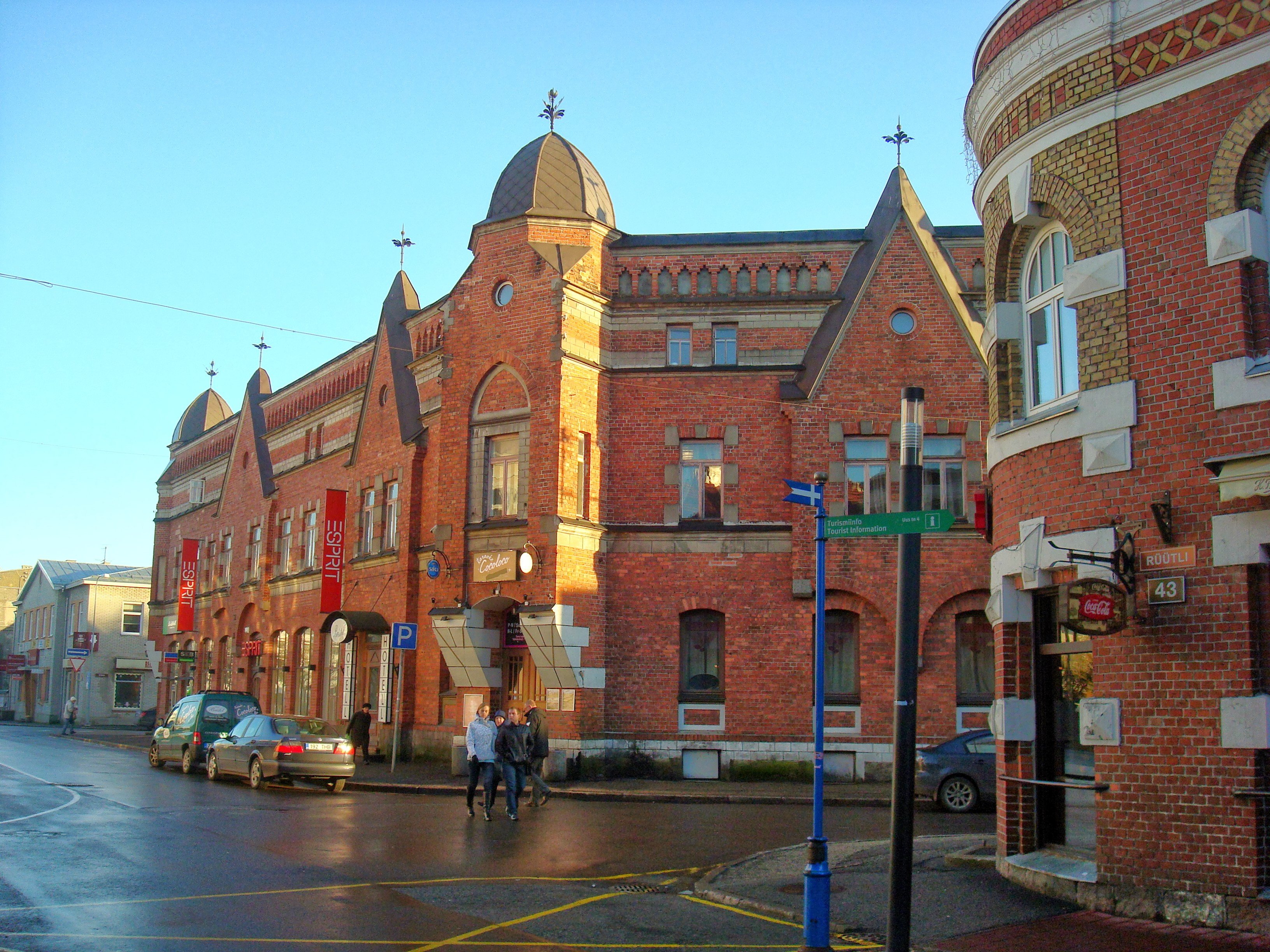
Rüütli 43 et 45